# Bogusław Polak
Bogusław Stanisław Polak (ur. 3 stycznia 1945 w Gorlicach) – polski historyk, profesor nauk humanistycznych, członek Kolegium Instytutu Pamięci Narodowej II kadencji.

## Życiorys
W 1970 ukończył studia na Uniwersytecie im. Adama Mickiewicza w Poznaniu. Na tej uczelni uzyskał też następnie stopnie naukowe: w 1975 doktora na podstawie rozprawy Geneza i struktura inteligencji Poznania w Polsce Ludowej 1945–1970 (promotor: Jerzy Topolski) i w 1988 doktora habilitowanego na podstawie rozprawy Siły Zbrojne byłego Zaboru Pruskiego – Wojsko Wielkopolskie 1918–1920. W 2001 otrzymał tytuł naukowy profesora. Specjalizuje się w zakresie historii najnowszej, historii wojskowej oraz biografistyce i źródłoznawstwie.
Od 1978 do 1979 pracował na UAM (wpierw w Zakładzie Historii Nowożytnej Polski do końca XVIII w., następnie w Zakładzie Archiwistyki), następnie został zatrudniony w Politechnice Koszalińskiej. Przez dwie kadencje zajmował na tej uczelni stanowisko dziekana Wydziału Ekonomii i Zarządzania, a później został dziekanem Wydziału Humanistycznego. W 2007 objął funkcję dyrektora Instytutu Polityki Społecznej i Stosunków Międzynarodowych na Politechnice Koszalińskiej.
Objął funkcje redaktora naczelnego słownika biograficznego Kawalerowie Virtuti Militari 1792–1945 oraz przewodniczącego rady naukowej Instytutu im. gen. Stefana „Grota” Roweckiego. Redaktor m.in. „Przeglądu Historyczno-Wojskowego” oraz „Rocznika Koszalińskiego”. Opublikował kilkanaście monografii własnych oraz szereg innych prac naukowych jako autor lub współautor.
W latach 1994–1999 przewodniczył Okręgowej Komisji Badania Zbrodni przeciwko Narodowi Polskiemu w Koszalinie i Radzie Naukowej Instytutu Pamięci Narodowej. Jest członkiem Polskiego Towarzystwa Historycznego.
Był ekspertem i współpracownikiem Samoobrony RP. W 2007 z ramienia tej partii został powołany w skład Kolegium Instytutu Pamięci Narodowej II kadencji. Został członkiem Zachodniopomorskiego Społecznego Komitetu Poparcia Jarosława Kaczyńskiego w przedterminowych wyborach prezydenckich w 2010.

## Odznaczenia
- Krzyż Kawalerski Orderu Odrodzenia Polski (2002)[3]
- Krzyż Oficerski Orderu Odrodzenia Polski (2018)[4][5]
- Złoty Krzyż Zasługi (1998)[6]
- Srebrny Medal „Zasłużony dla Nauki Polskiej Sapientia et Veritas” (2023)[7]